# Topo napoletano
Topo napoletano (Neapolitan Mouse) è un film del 1954 diretto da William Hanna e Joseph Barbera. È l'ottantaseiesimo cortometraggio della serie Tom & Jerry ed è stato distribuito il 2 ottobre 1954 dalla Metro-Goldwyn-Mayer.

## Trama
Tom e Jerry giungono a Napoli a bordo di una nave da crociera. Appena sbarcati, iniziano come al solito a bisticciare: mentre Tom insegue Jerry, questo viene difeso da un topo italiano di nome Topo. Topo spiega a Jerry che non gli piace vedere qualcuno grande che se la prende con qualcuno più piccolo, cosa che subito dopo dimostrerà salvando Tom dall'attacco di un cane italiano. A questo punto Topo riconosce Tom e Jerry, e dice loro di essere un grande fan dei loro cartoni animati; si offre così di far loro da guida, mostrando loro le attrazioni e deliziandoli con  le prelibatezze locali.
Mentre girano per Napoli, i tre sono inseguiti dal cane che poco prima aveva aggredito Tom e da due suoi scagnozzi. Accortisi della loro presenza, Jerry e Tom fuggono, lasciando Topo in balia della banda; tuttavia, con l'aiuto di alcune grosse forme di formaggio, Tom e Jerry spediscono i cani a mollo nel Golfo di Napoli.
Tom, Jerry e Topo celebrano la loro vittoria, ma subito dopo la nave di Tom e Jerry salpa per il viaggio di ritorno. Prima di partire, Tom stringe la mano a Topo e Jerry lo abbraccia: mentre partono, i due eroi vengono salutati da Topo e, sorprendentemente, dai tre cani sconfitti.

## Edizione italiana
Il cortometraggio fu doppiato in italiano solo negli anni novanta da uno studio di doppiaggio milanese per la collana di VHS Tom & Jerry: La sfida continua. Tuttavia il doppiaggio è incluso solo nel DVD Tom & Jerry: Viaggio intorno al mondo, distribuito dalla Warner Bros. Italia mentre in TV e negli altri DVD il corto è in lingua originale.